# Silvan
Pour le joueur finlandais de hockey sur glace, voir Lauri Silvan.
Silvan appelée Np'rker en arménien : Նփրկերտ et Farqîn par les Kurdes abréviation de Mayyâfâriqîn, Meyafarqîn ou Mafarqîn est le chef-lieu de l'arrondissement de même nom dans la province de Diyarbakır en Turquie. À l'époque byzantine elle était connue sous le nom de Martyropolis.

## Histoire
Silvan a été identifié par plusieurs spécialistes comme l'un des deux emplacements possibles (l'autre étant Arzan) de Tigranakert (Tigranocerta), l'ancienne capitale du royaume d'Arménie, qui a été construit par le roi Tigrane le Grand (95-55 BCE au pouvoir) et nommé en son honneur.  Mais, les recherches archéologiques et topographiques menées sur le terrain dans la région de Silvan par Marc Nogaret ont démontré qu'il était très peu probable que Silvan/Mayyafariqin soit l'emplacement de l'antique Tigranocerta.   
Les sources chrétiennes (syriaques, arméniennes et grecques) sur la fondation de Martyropolis sont nombreuses. Elle aurait été fondée sur l'emplacement d'un « grand village » appelé Maïferqat (en arménien Np'rkert) par l'évêque Maruthas qui avait obtenu l'autorisation du roi de Perse Yazdgard Ier à la fin du IVe siècle. L'évêque rapporte les dépouilles des chrétiens victimes des persécutions en Perse. C'est ce qui lui vaut son nom de Martyropolis.
La ville prend de l'importance comme ville frontière sous l'empereur romain d'Orient Théodose II (408–450). Prise par le Sassanide Kavadh Ier en 502, puis reprise par les Byzantins, les fortifications de la ville seront renforcées par l'empereur byzantin Justin Ier (518–527). Sous le règne de l'empereur Justinien (527–565), la ville est renommée Justinianopolis
En 588, les Byzantins écrasent à Martyropolis une armée perse qui avait envahi la région. Cette victoire n'empêchera pas la reprise de la ville par les Sassanides dès 589, mais les Byzantins la récupéreront deux ans après et la conserveront jusqu'en 639.
En 639, sous le règne du calife Omar ibn al-Khattab la ville passe sous le contrôle des Arabes. Elle passe sous contrôle des Hamdanides en 935 puis des Bouyides en 978, puis des Marwanides en 983.
Les Marwanides font de Mayyafarikin leur capitale, ils réparent les remparts. La ville et toute la province de Diyarbakir sont prises en 1085 par le Seldjoukide Malik Shah. Pendant les années qui suivent la ville change de mains à plusieurs reprises au gré des rivalités entre clans seldjoukides et souverains locaux.
En 1118, les Artukides prennent la ville. Ils vont résister trente ans aux attaques de Zengi. L'Artukide Temür Tash fait construire le pont de Karamân près de Mayyafarikin, ce pont était une des merveilles de l'époque par ses dimensions. la dynastie reste en place mais préfère résider à Mardin, laissant un gouverneur à Mayyafarikin. Ils échappent aux lutes entre Ayyoubides, Seldjoukides de Roum et Khwârazm-Shahs en acceptant en 1260 de se déclarer vassaux des Mongols. Les Artukides finissent par disparaître en 1408 sous les attaques des Qara Qoyunlu.
Avant le génocide arménien de 1915, près de 14 000 Arméniens peuplaient la région de Silvan ; ils furent tous massacrés .
Personnalités connues du Silvan; Dr.Yusuf Azizoglu, Mehdi Zana, Dr.Yekta Uzunoglu, Leyla Zana, Rojen Barnas